# Carnas
Carnas – miejscowość i gmina we Francji, w regionie Oksytania, w departamencie Gard.
Według danych na rok 1990 gminę zamieszkiwało 266 osób, a gęstość zaludnienia wynosiła 17 osób/km² (wśród 1545 gmin Langwedocji-Roussillon Carnas plasuje się na 653. miejscu pod względem liczby ludności, natomiast pod względem powierzchni na miejscu 514.).